# Callospermophilus madrensis
Callospermophilus madrensis là một loài động vật có vú trong họ Sóc, bộ Gặm nhấm. Loài này được Merriam mô tả năm 1901.

## Hình ảnh

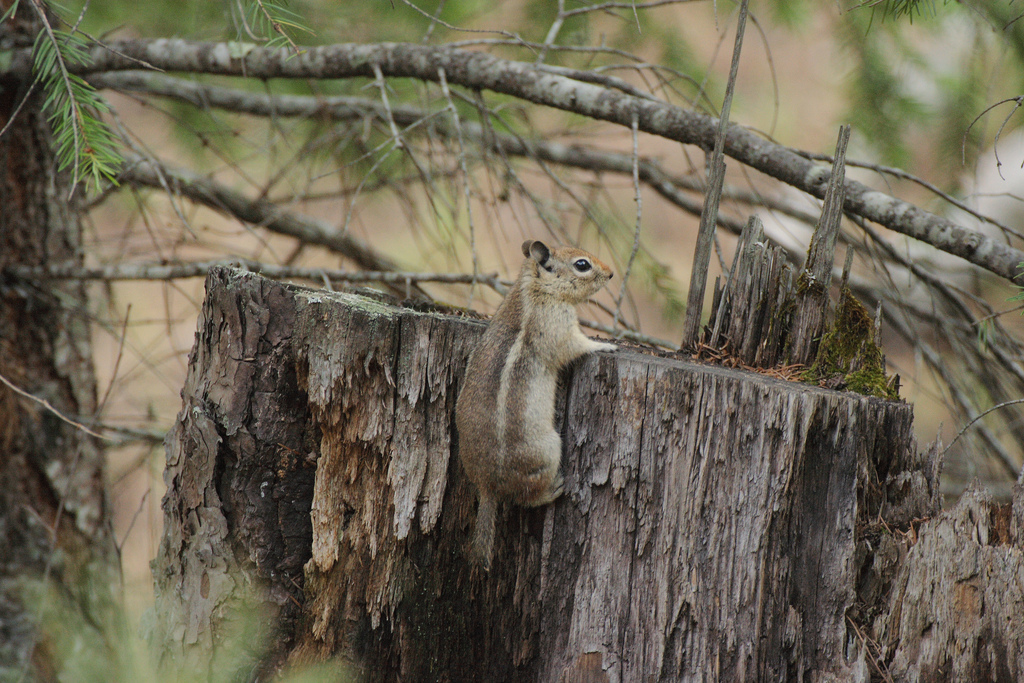